# Kość sitowa

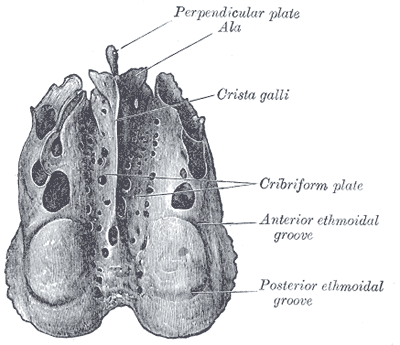
Kość sitowa, widok z góry

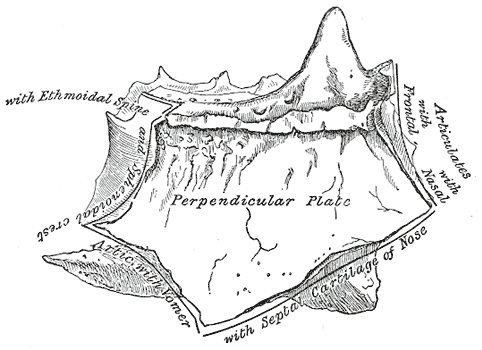
Kość sitowa, widok od strony prawej, błędnik prawy usunięty

Kość sitowa (łac. os ethmoidale) – w anatomii człowieka nieparzysta kość czaszki, o kształcie zbliżonym do sześcianu. Ogranicza dół czaszki przedni, oczodół i jamę nosową. Leży na niej opuszka węchowa.

## Budowa
Składa się z dwóch prostopadle ustawionych do siebie blaszek: sitowej (poziomej) i pionowej oraz dwóch leżących po bokach błędników.
Blaszka sitowa (łac. lamina cribrosa) leży we wcięciu sitowym kości czołowej, współtworząc część szwu czołowo-sitowego (łac. sutura frontoethmoidalis). W płaszczyźnie pośrodkowej blaszki, w partii skierowanej do dołu przedniego czaszki, znajduje się grzebień koguci (łac. crista galli), służący za przyczep sierpu mózgu opony twardej. Za pośrednictwem dwóch małych skrzydeł grzebienia koguciego (łac. alae cristae galli) blaszka łączy się z nosową częścią kości czołowej. Blaszkę sitową przebija po bokach wiele małych otworków, przez które przechodzą nerwy węchowe.
Blaszka pionowa (łac. lamina perpendicularis) jest cienką, czworokątną płytką, łączącą się w płaszczyźnie pośrodkowej z blaszką sitową. Jest elementem kostnej przegrody nosa. Z przodu łączy się z kolcem nosowym kości czołowej, z tyłu z grzebieniem klinowym kości klinowej, u dołu zaś styka się z lemieszem (łac. vomer).
Błędniki sitowe (łac. labyrinthus ethmoidalis) stanowią największą część kości, łączącą się u góry i przyśrodkowo z blaszką sitową. Znaczną ich objętość wypełniają wysłane nabłonkiem komórki sitowe, wśród których wyróżniamy grupę przednią i tylną, rzadziej środkową. Są one obustronnie zamknięte przez dwie blaszki kostne: boczną (oczodołową) współtworzącą kostną ścianę oczodołu i przyśrodkową. Ściana przyśrodkowa stanowi zarazem ścianę boczną jamy nosowej. Zagina się u góry tworząc małżowinę nosową górną, przykrywającą przewód nosowy górny, do którego otwierają się komórki sitowe tylne. U dołu blaszka przyśrodkowa przechodzi w małżowinę nosową środkową otaczającą przewód nosowy środkowy. Małżowina środkowa z boku przykrywa największą komórkę sitową – puszkę sitową (łac. bulla ethmoidalis). Poniżej puszki sitowej znajduje się wygięty ku tyłowi wyrostek haczykowaty (łac. processus uncinatus), łączący się z wyrostkiem sitowym małżowiny dolnej. Między wyrostkiem haczykowatym a puszką sitową leży szczelina zwana rozworem półksiężycowatym (łac. hiatus semilunaris), prowadząca do lejka sitowatego (łac. infundibulum ethmoidale). Lejek ów jest miejscem, do którego otwiera się większość komórek sitowych, zatoka szczękowa i w połowie przypadków zatoka czołowa. Nie występuje na kości, lecz jest elementem błoniastym.  W górnej ścianie błędnika obecne są półkomórki – dołeczki sitowe, które w połączeniu z kością czołową tworzą komórki sitowe. U góry znajdują się także dwie bruzdy (łac. sulcus ethmoidalis anterior et posterior), które z odpowiadającymi bruzdami kości czołowej tworzą kanały sitowe przedni i tylny, wiodące nerwy i naczynia tej samej nazwy. Przednią powierzchnię błędnika z jego półkomórkami domyka kość łzowa i wyrostek czołowy szczęki.